# Вогинь
Вогинь, давній Воїнь (пол. Wohyń, Вохинь) — село в Польщі, у гміні Вогинь Радинського повіту Люблінського воєводства. Населення — 2017 осіб (2011).

## Історія

### Руська доба
Воїнь був прикордонним поселенням Берестейської землі Галицько-Волинського князівства. Вперше згадується в Іпатіївському літописі як «село на Вкраїниці іменем Воїнь», яке в 1279 році захопило польське військо, послане князем Лешком Чорним:
| Оригінал |  | Переклад |
| --- |  | --- |
| ...посем же придоша Литва. ко Берестью и начаша молвити кнѧзю Володимерови. тъı насъ возвелъ. да поведи нъı коуда а се мъı готовъı. на то есмы пришли. кнѧзь же нача домоути. абы коуда ѣ повести. своӕ бо рать оушла бѧшеть. оуже далече на Болеслава. а оуже рѣкы ростѣкаютьс̑. и воспомѧноу Володимѣръ. ѡже преже того Лестко. пославъ Люблинѣць взѧлъ бѧшеть оу него. село на Въкраиници именемь Воинь. и напоминасѧ Е емоу Володимиръ. ѡ томь много абы емоу воротилъ челѧдь. ѡнъ же не вороти емоу челѧди его. за се же посла на нь Литвоу и воеваша ѡколо Люблина и поимаша челѧди Ж множьство. и ѡполонившесѧ и тако поидоша назадъ с чс̑тью. |  | ...А після цього прийшла литва до Берестія, і стали вони мовити князю Володимирові: «Ти нас підняв, так поведи нас куди. А ми ось готові, на те ми єсмо прийшли». Князь тоді став думати собі, аби куди їх повести, бо його рать пішла була вже далеко на Болеслава, а вже ріки розливаються. І спом'янув Володимир, що раніш перед цим Лестько, пославши люблінців, узяв був у нього село на Вкраїниці, за назвою Воїнь. І допоминався од нього Володимир про те багато, щоб вернув він йому челядь, але він не вернув йому челяді його. За це й послав він на нього литву, і пустошили вони довкола Любліна, і захопили челяді безліч, і, набравши здобичі, пішли тоді назад із честю. |

### Литовсько-польський час
У часи входження до Речі Посполитої належало до Берестейського повіту Берестейського воєводства Великого князівства Литовського.
За збереженим переказом, коли поляки почали проводити свою експансію на руських землях, почали виникати прикордонні суперечки. Тоді мешканці Воїня встановили на межі своїх полів камені, що стали слугувати польсько-руською межею. Як писав Юхим Крижановський, ці камені все ще існували в XIX столітті.
1521 року вперше згадується православна церква у Воїні. 1531 року великий князь литовський Сигізмунд I наділив жителів міста магдебурзьким правом. Місто мало свою печатку зі зображенням на ній коня. Станом на 1576 рік перебувало в королівській оренді.
1690 року включений до складу Берестейського воєводства. Ймовірно у XVIII столітті потрапив у приватну власність.

### У складі Російської імперії
У часи входження до складу Російської імперії було міським селищем у гміні Лісьовулька Радинського повіту Сідлецької губернії.
У 1827 році в селі було 228 будинків і 1181 мешканець. У 1864 році — 264 доми та 2145 мешканців.
За даними етнографічної експедиції 1869—1870 років під керівництвом Павла Чубинського, у селі переважно проживали українськомовні греко-католики, яких налічувалося 990 осіб, меншою мірою — польськомовні римо-католики.
1872 року місцева греко-католицька парафія налічувала 916 вірян. 1893 року в селі зведено нову православну церкву.
1881 року відбулася велика пожежа, внаслідок чого згоріло близько 100 будинків.
На кінець XIX століття у Вогині налічувалося 240 домів і 2480 жителів, діяли двокласна чоловіча школа, дім для літніх людей, православна церква, парафіяльний мурований костел.

### У складі Польщі

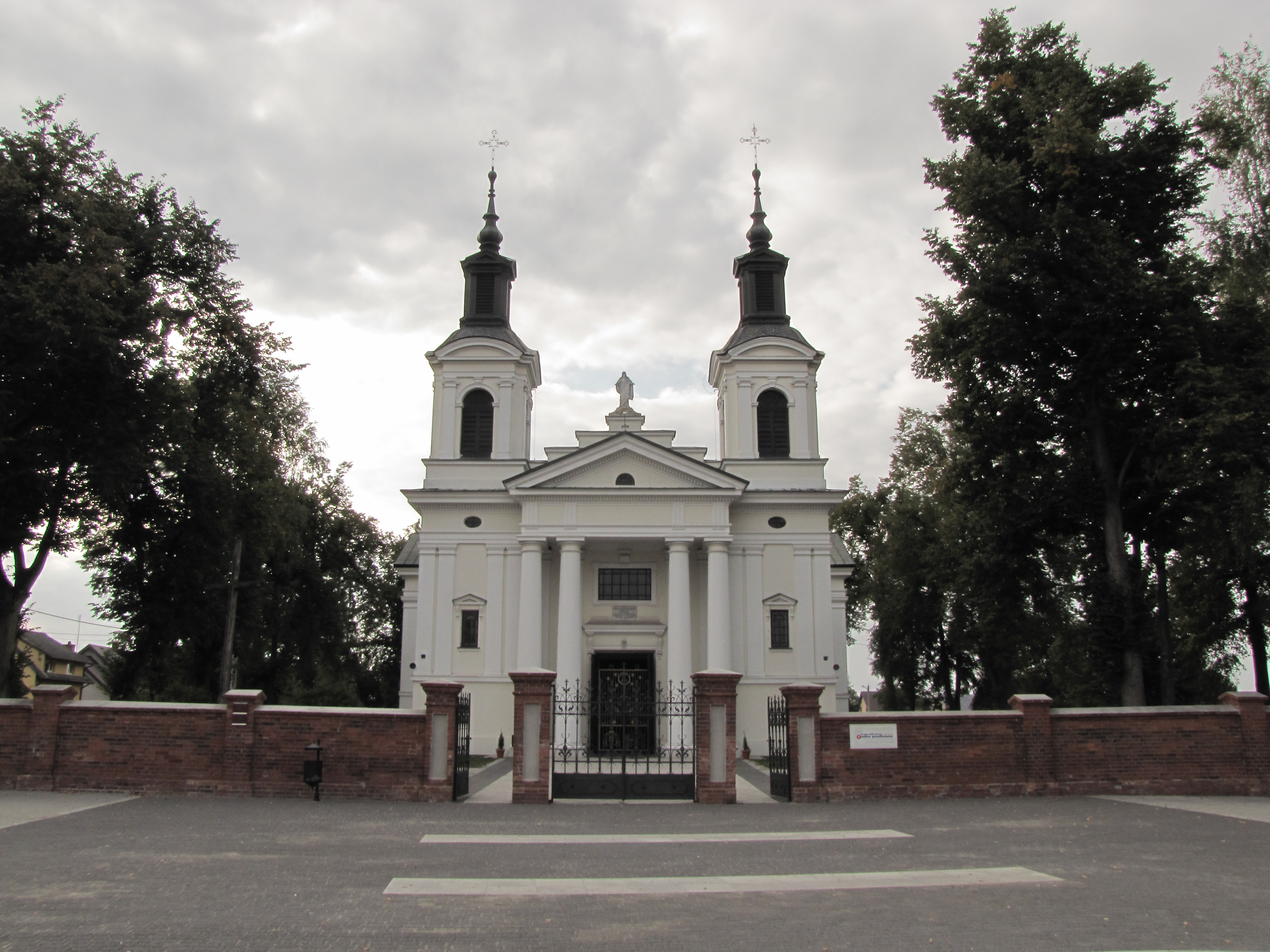
Парафіяльний костел святої Анни

У міжвоєнні 1918—1939 роки польська влада перетворила місцеву православну церкву на римо-католицький костел.
Станом на 1921 рік міське селище Вогинь належало до гміни Вогинь Радинського повіту Люблинського воєводства міжвоєнної Польщі.
За офіційним переписом населення Польщі 10 вересня 1921 року в міському селищі Вогинь налічувалося 397 будинків та 2579 мешканців, з них:
- 1200 чоловіків та 1379 жінок;
- 1534 римо-католики, 1025 юдеїв, 20 православних;
- 1760 поляків, 810 євреїв, 6 українців, 3 особи іншої національності;

У 1975—1998 роках село належало до Білопідляського воєводства.

## Населення
Демографічна структура станом на 31 березня 2011 року:
|          | Загалом | Допрацездатний вік | Працездатний вік | Постпрацездатний вік |
| -------- | ------- | ------------------ | ---------------- | -------------------- |
| Чоловіки | 1010    | 217                | 692              | 101                  |
| Жінки    | 1007    | 219                | 581              | 207                  |
| Разом    | 2017    | 436                | 1273             | 308                  |